# 武汉长江隧道
武汉长江隧道位于湖北省武汉市长江一桥和長江二橋之间，设计为左右两条單洞式隧道，隧道为单向两车道。2008年12月28日通车，為中國首條穿越长江的隧道，也是武漢首條連接武昌和漢口的河底隧道。

## 簡介
工程包括长江两岸明挖、暗挖隧道、江中盾构隧道、匝道、引道以及设备采购和安装等项目，涉及深坑、大断面泥水平衡盾构掘进（盾构直径为11.38m）浅埋大跨软弱围岩暗挖施工等工程技术。隧道总长5049.2单线米，其中左线长2550m，右线长2499.2m。包括过长江段2610m（左右线均为1305m）。盾构隧道工程左线2550m，右线2499m，在二条盾构隧道之间设置了5条联络通道，左右线隧道各在最低点设置一座江中泵房，盾构隧道穿越富含水的全新统新近沉积粉细砂、全新统沉积粉细砂、中粗砂、砂卵石层以及志留系砂岩泥岩不同的地层。
该隧道由铁道第四勘察设计院设计，中铁隧道集团有限公司联合体施工。

## 歷史
2004年11月28日，隧道正式動工建造。
隧道于2008年4月19日双线贯通，并进入路面铺设阶段，2008年12月28日通车，该隧道是长江上第一条过江隧道。

## 圖片

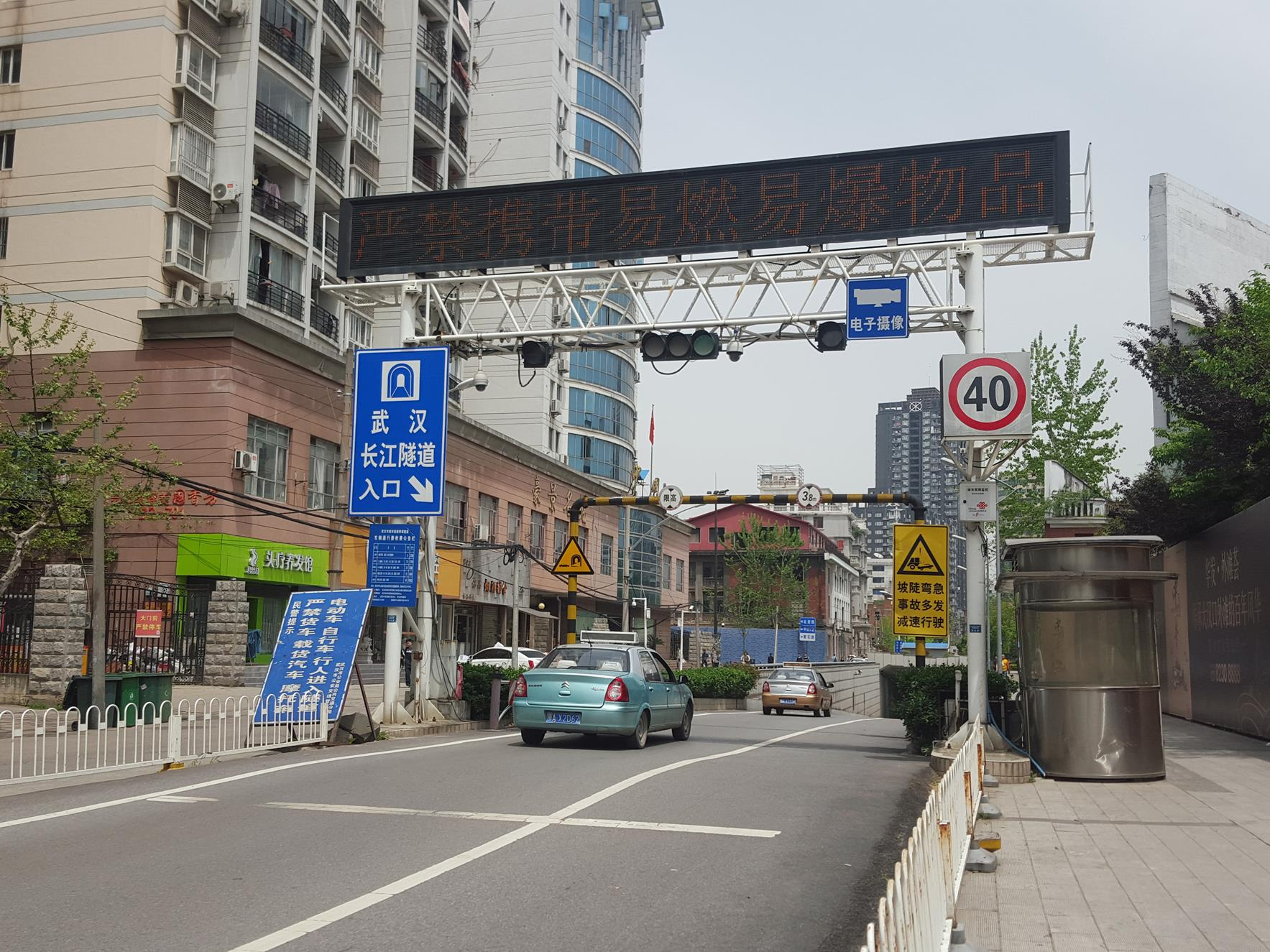
江岸區勝利街入口
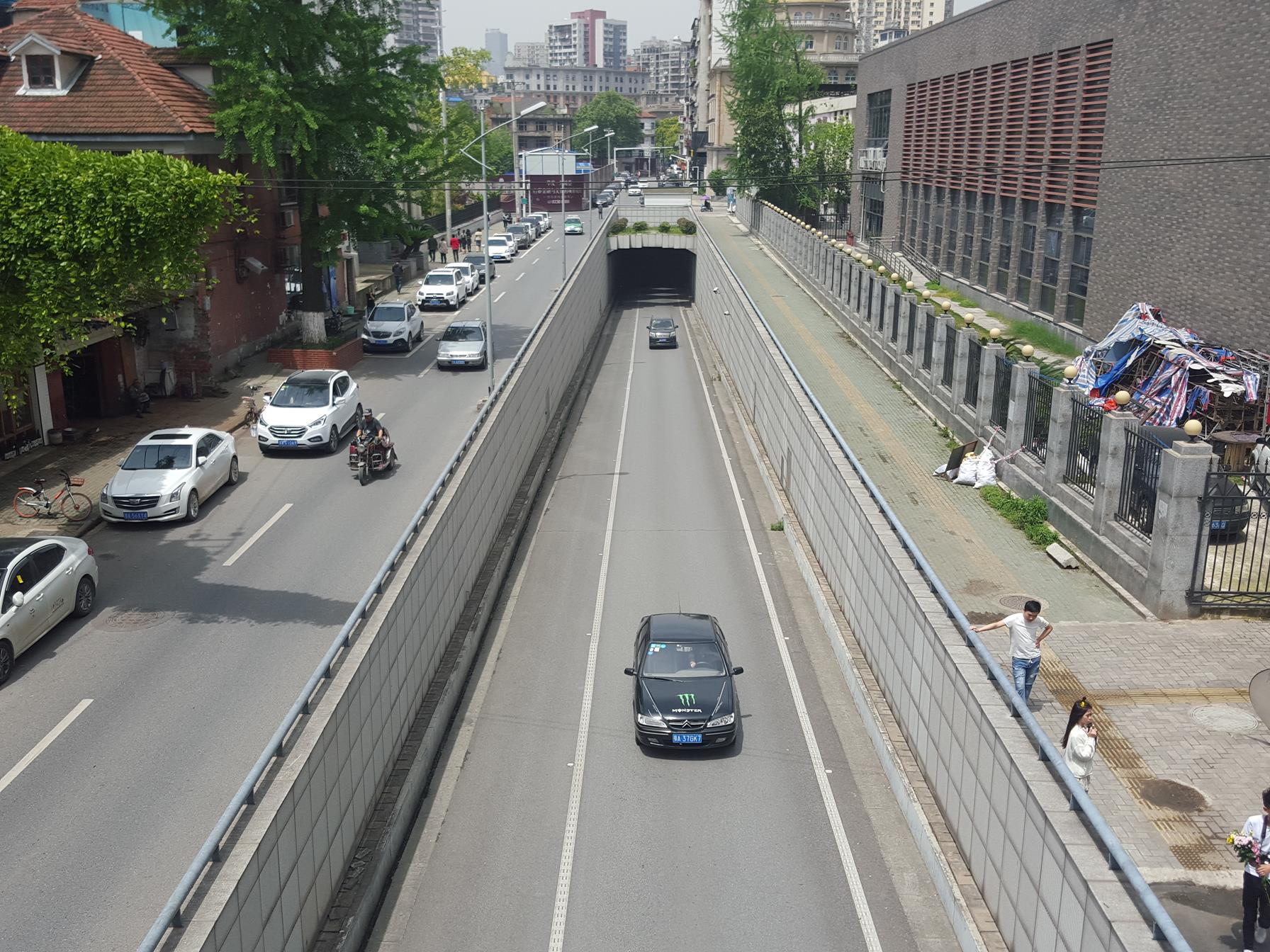
江岸區天津路出口

## 参看
- 南京长江隧道